# Morina chlorantha
Morina chlorantha là một loài thực vật có hoa trong họ Kim ngân. Loài này được Diels mô tả khoa học đầu tiên năm 1912.